# Język kaqchikel
Język kaqchikel (także cakchiquel, kakczikel) – język Indian Gwatemali. Należy do rodziny języków majańskich (grupa mam-kicze).
Język ten jest używany przez lud Kakczikel w środkowej Gwatemali, na południe i na wschód od jeziora Atitlán, wzdłuż rzeki Solola, w okolicach Chimaltenango i Antiqua Salvador. Posługuje się nim ok. 500 tys. osób. Podobny do języków używanych przez Majów, m.in. do języka kicze, języka tzutuhil (tz'utujil) oraz języka czorti (ch'orti').

## Słownictwo
| polskie słowo | słowo w języku cakchiquel |
| ------------- | ------------------------- |
| duży          | nim                       |
| dzień         | k'ij                      |
| jeść          | tej                       |
| kobieta       | xten                      |
| mały          | co'ol                     |
| mężczyzna     | ala'                      |
| woda          | ya'                       |
| ziemia        | ulef                      |